# 約伯 (莫斯科牧首)
約伯牧首（俄语：Патриарх И́ов，？-1607年6月29日，儒略曆6月19日）是俄罗斯正教会自君士坦丁堡獲得自治後首任莫斯科牧首，這使得莫斯科牧首在正教會諸牧首中位列第五（位於君士坦丁堡、安提阿、亞歷山大以及耶路撒冷牧首之後）。1989年10月9日，約伯獲得封聖。
約伯本名伊望，來自斯塔里察的一個虔誠的商人家庭。1589年1月23日，约伯在聖母安息主教座堂被选为莫斯科及全罗斯牧首。1月26日，君士坦丁堡普世牧首耶利米亚斯二世率领主教们举行了约伯的即位仪式。